# Ceuthobotys
Ceuthobotys é um gênero de mariposa pertencente à família Crambidae.